# Bastien und Bastienne
Pour les articles homonymes, voir K50.
Bastien et Bastienne

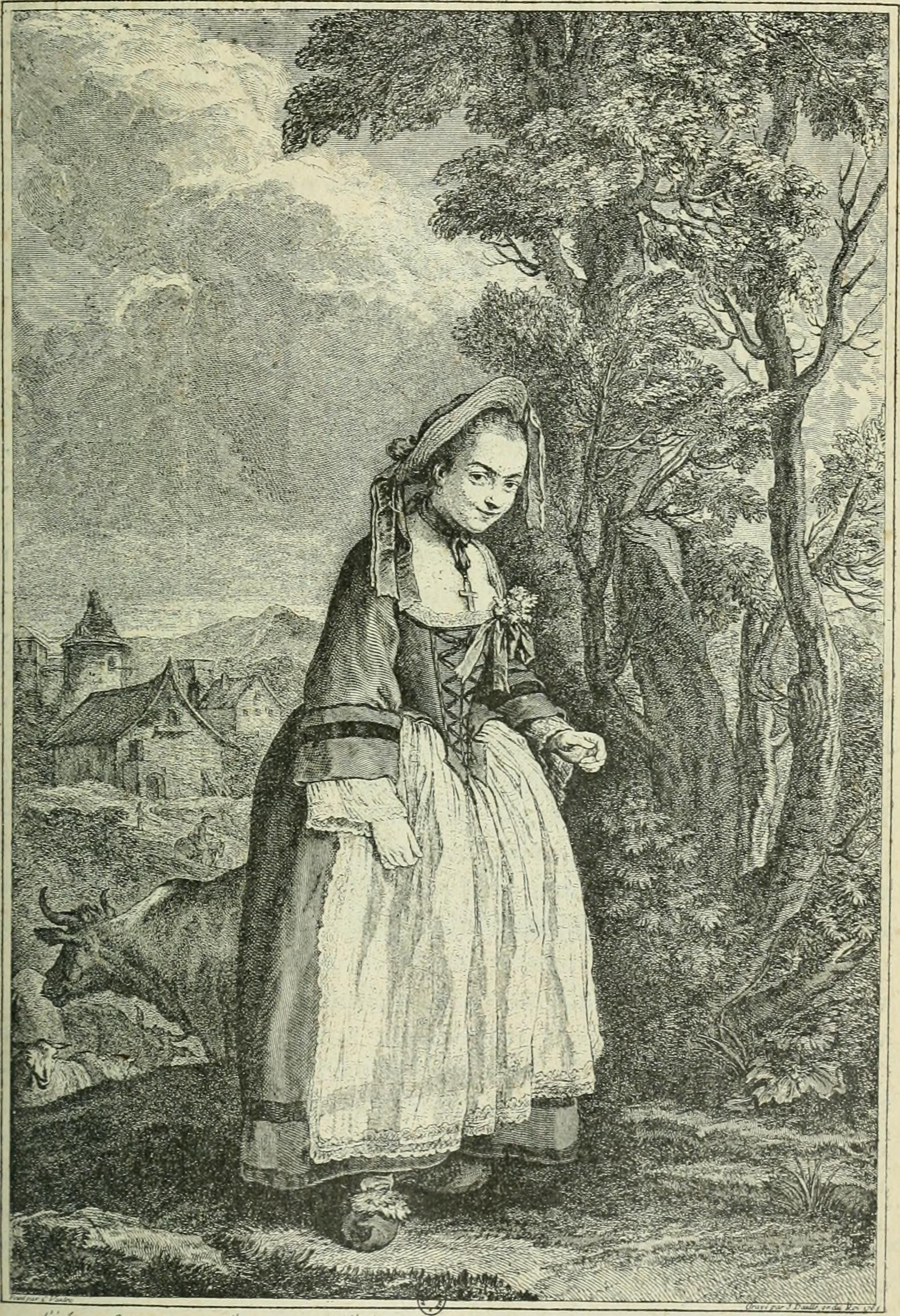
Justine Favart dans Bastien et Bastienne.

Bastien und Bastienne, K. 50 (Bastien et Bastienne en français) est un singspiel en un acte et sept tableaux de Wolfgang Amadeus Mozart, sur un livret de Friedrich Wilhelm Weiskern (de), Johann H. F. Müller et Johann Andreas Schachtner (en). Commande de Franz-Anton Mesmer, médecin fondateur de la théorie du magnétisme animal, l'œuvre fut créée le 1er octobre 1768, à son domicile de Vienne et ne semble pas avoir été rejouée avant le 2 octobre 1890 à l'Architektenhaus de Berlin.
Pièce d’inspiration populaire alternant chants et passages parlés, cette pastorale relate les amours tumultueuses d'une bergère, Bastienne, d'un berger, Bastien, entremêlées des fourberies du devin du village, Colas.

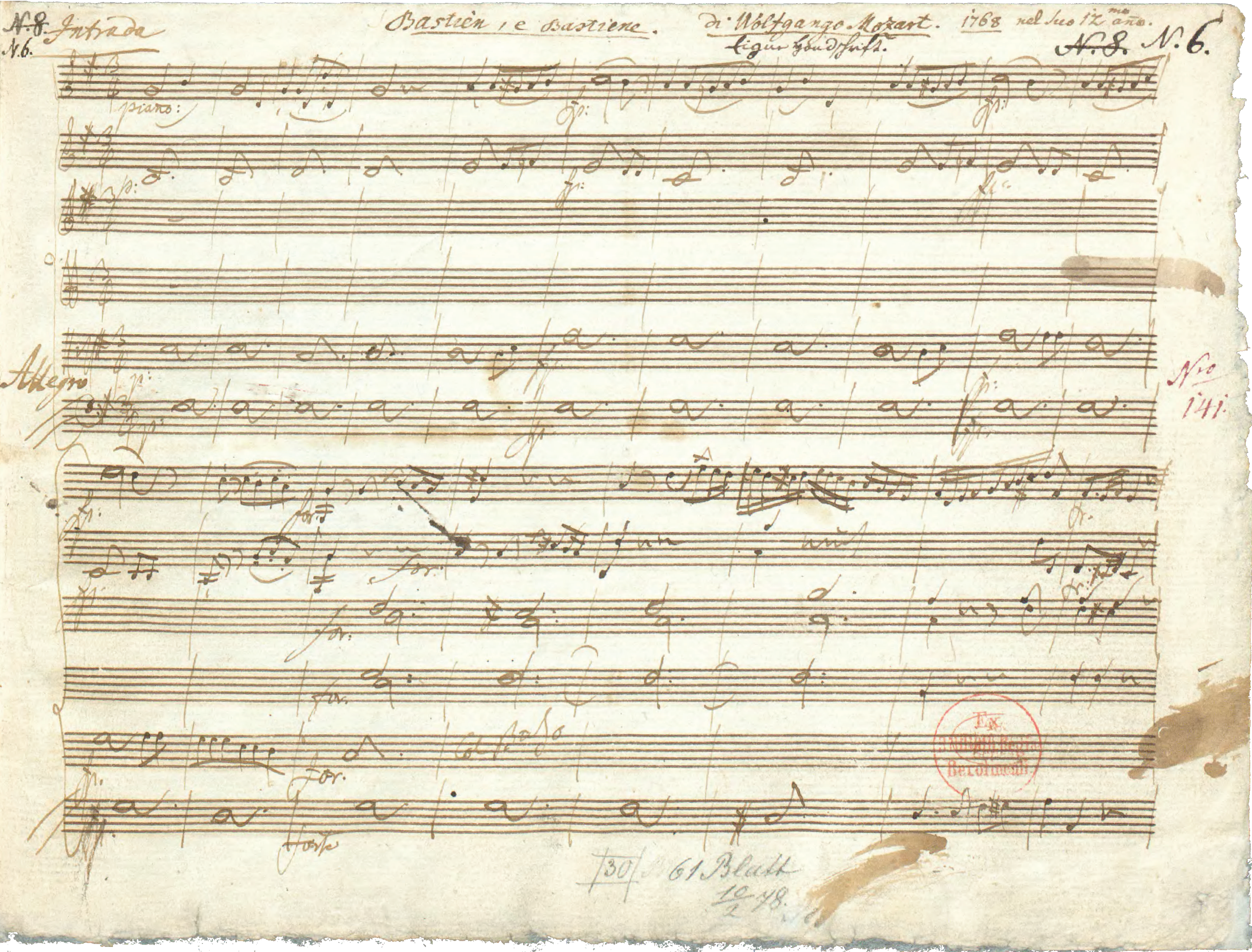
Première page du manuscrit.

## Création
C’est en 1768, lors de son troisième voyage à Vienne en compagnie de son père Leopold, que Mozart, âgé de 12 ans seulement, compose l’opéra Bastien und Bastienne. Après la comédie latine Apollo et Hyacinthus composée à Salzbourg l’année précédente, c’est déjà le second contact de l’enfant prodige avec l’opéra, un genre qu’il affectionne particulièrement. Entre Apollo et Hyacinthus et Bastien und Bastienne, il avait également entrepris la composition de La finta semplice qu’il ne terminera que plus tard. La même année, le jeune Mozart compose également la Waisenhausmesse qui sera exécutée en présence de l'impératrice et de la famille impériale.
Séduit par la charmante histoire d’amour de l’intermède Le Devin du village de Jean-Jacques Rousseau (dont il venait de voir une représentation au Burgtheater de Vienne), Mozart l’adapta pour l’opéra et composa Bastien und Bastienne comme une pièce bucolique dans le goût champêtre de l’époque, en réponse à une commande du docteur Franz Anton Mesmer, grand amateur de musique et riche mécène, qui la destine à son théâtre privé. Bastien und Bastienne y sera effectivement créé le 1er octobre 1768.
Malgré l'accueil favorable, cette représentation sera pourtant la seule avant plus d’un siècle : Bastien und Bastienne ne sera repris à Berlin qu’en octobre 1890 à la Architektenhaus, à Paris en 1900 et à New York en 1916. De nos jours, cette pièce est généralement montée dans les opéras dans des programmes destinés au jeune public.

## Genèse
L’œuvre de Jean-Jacques Rousseau dont s’inspire Mozart est un intermède (courte représentation entre les actes d’un opéra ou d’une pièce de théâtre) écrit en 1752 à Paris, et représenté pour la première fois le 18 octobre à Fontainebleau devant Louis XV. Ce court opéra qui connut un immense succès resta à l’affiche jusqu’en 1864 !
Cette popularité lui valut de donner lieu à plusieurs variantes. Après de nombreuses reprises à l’Académie royale de musique de Paris (pas moins de 544 représentations), la pièce fut adaptée par la troupe des « Italiens » : Harny de Guerville, Charles-Simon Favart et Justine Favart en tirèrent une parodie intitulée Les Amours de Bastien et Bastienne qu’ils donnèrent au Théâtre-Italien dès 1753. Les Favart transposent les personnages de Rousseau dans un milieu plus rustique et substituent aux mélodies originales des airs populaires.
C’est cette version qui fut programmée au Burgtheater de Vienne en 1755. Le livret en fut par la suite adapté et traduit en allemand par Friedrich Wilhelm Weiskern. C'est sur le livret de Weiskern que Mozart s’est appuyé pour composer Bastien und Bastienne.

## Argument
L’action est située dans un village de campagne.
Bastienne, jeune bergère, craint d’être délaissée par son « cher ami » Bastien, et décide de se retirer auprès de son troupeau. Alors qu’elle s’apprête à partir survient le magicien du village, Colas, au son des cornemuses. Bastienne le conjure de faire œuvre de ses pouvoirs magiques pour lui venir en aide. Colas la rassure : Bastien a certes en tête la « dame du manoir », mais n’est pas infidèle. Colas conseille donc à Bastienne de feindre l’indifférence et l’assure qu’ainsi Bastien reviendra à elle.
Entendant venir Bastien, Bastienne se cache. Ce dernier déclare à Colas son amour pour la bergère. Le magicien lui annonce alors qu’il est trop tard et que Bastienne a jeté son dévolu sur un autre. Comment regagner le cœur de Bastienne ? Dans une scène bouffonne de magie, Colas prononce une formule magique « Diggi, daggi, shurry, murry, horum, harum, lirum, larum, rowdy, mowdy, giri, gari, posito, besti, basti, saron froh, fatto, matto, quid pro quo. » La chose est sûre, Bastien retrouvera Bastienne.
Il part à sa recherche le cœur léger. Lorsqu’il la retrouve, celle-ci joue l’indifférence, si bien que Bastien menace de retourner auprès de la dame du manoir. Bastienne prétend pour sa part qu’elle trouvera facilement un autre ami en ville. Bastien évoquant son suicide, Bastienne lui rétorque « Amuse-toi bien », et lorsqu’il menace de se noyer, elle lui dit de bien profiter de son bain froid. Bastien finit par admettre qu’il est un piètre nageur.
L’amour faisant son office, le couple finalement réconcilié à l’évocation du temps passé est rejoint par Colas. Tous trois chantent leur joie dans le terzetto final « Kinder ! Kinder ! seht, nach Sturm und Regen ».

### Argument par numéro
Après une courte intrada, le rideau s’ouvre sur la rase campagne où Bastienne se lamente, seule. Son amoureux, le beau et ténébreux Bastien la délaisse, ce qui menace de la faire mourir de chagrin (n°1 – air). La solitude est décidément bien trop pesante pour la pauvre Bastienne qui se fend d’un deuxième air pour nous le rappeler (n°2 – air). Sur un délicieux prélude (n°3), descend de la colline le rebouteux du village, Colas qui joue de la cornemuse. Il nous explique en aparté qu’il est capable, par quelques sorts maudits, de rendre le sourire à la pauvre petite (n°4 – air). En quelques mots, Bastienne fait au sorcier la genèse de ses malheurs et demande qu’il fasse intervenir ses pouvoirs surnaturels pour remédier à son chagrin. Colas lui explique que Bastien n’est pas infidèle, mais que les présents de quelques belles lui auront fait temporairement tourner la tête. Bastienne est coite, elle s’étonne de l’inconstance de Bastien, elle qui l’a toujours couvert de cadeaux, elle se remémore les premières heures de leur amour en des paroles pleines de miel des alpes et de lubricité sous-jacente (« Lorsque Bastien en guise de badinage, venait m’arracher une fleurette ») (n°5 – air). Colas lui répond que tout cela est bien beau, mais que la châtelaine a d’autres moyens pour attirer Bastien dans ses filets. Bastienne explose et oppose sa vertu aux manigances de la belle (n°6 – air). Attendri par tant de niaiserie, Colas explique à Bastienne qu’elle doit se comporter en véritable vamp et faire comme si Bastien était le dernier des hommes, ainsi l’inconstant reviendra. Bastienne dit qu’elle fera de son mieux et s’en va en pleurnichant (n°7 – duo). Entre Bastien qui déclare à Colas qu’il est blasé de l’or et que seul le visage de sa tendre Bastienne lui inspire quelque amour (n°8 – air). Cruel, Colas annonce à Bastien qu’il est trop tard et que Bastienne a fait une croix sur lui. Bastien n’en croit pas un mot : « Lorsque ma bouche lui dit qu’elle est mignonne, pour sûr elle me trouve beau » (n°9 – air). Mais le sorcier est convaincant et Bastien prend peur : il prie le rebouteux de trouver une solution. Colas sort son livre de magie et entonne une invocation mystérieuse en un langage obscur (« Diggi, daggy, schurry, murry ») (n°10 – air). Colas explique à Bastien que tout est rentré dans l’ordre à présent et qu’il lui suffira d’être constant pour que Bastienne l’aime plus chaque jour que Dieu fait. Bastien chante son bonheur (n°11 – air). Entre Bastienne qui, aux cajoleries de Bastien, répond par une indifférence réfrigérante, elle lui déclare abruptement qu’il n’est plus son Bastien (n°12 – air). Celui-ci est vert de rage et menace de se rendre au château et de s’offrir tout entier aux caresses de la vieille (n°13 – air). Bastienne à son tour déclare qu’elle trouvera bien quelque galant à son goût et qu’elle l’épousera sans tarder. Bastien menace de se pendre, puis de se noyer (n°14 – récitatif). Dans un dernier duo plein de tempête, les deux amants s’envoient des injures à la figure, puis se rendent compte que tout compte fait, ils se plaisent bien (n°15). Apparaît Colas qui unit leurs mains et tout est bien qui finit bien : « Soyons gais, soyons gais ! Célébrons les pouvoirs magiques » (n°16 – trio).

## Distribution
| Rôle                                        | Tessiture | Créateur du rôle |
| ------------------------------------------- | --------- | ---------------- |
| Bastienne, une bergère amoureuse de Bastien | soprano   | ?                |
| Bastien, un berger                          | ténor     | ?                |
| Colas, sorcier du village                   | basse     | ?                |

Selon la tradition, Mozart aurait voulu que les trois rôles fussent tenus par des enfants.
À l’évidence, la figure du magicien Colas est un hommage amusé au commanditaire de l’œuvre, le docteur Mesmer, magnétiseur à la mode dans la Vienne de l’époque. Du haut de ses douze ans, Mozart se moque gentiment de Mesmer dans l’air cabalistique « Diggi, daggi ».

## Instrumentation
| Orchestre en fosse de Bastien und Bastienne                           |
| Cordes                                                                |
| Premiers violons, seconds violons, altos, violoncelles, contrebasses, |
| Bois                                                                  |
| 2 flûtes traversières, 2 hautbois, basson,                            |
| Cuivres                                                               |
| 2 cors                                                                |
| Basse continue                                                        |
| Clavecin (violoncelle ou basson ad libitum),                          |

## Numéros musicaux
1. Intrada (Ouverture)
2. Aria « Mein liebster Freund hat mich verlassen »
3. Dialogue « Oh, dieser Treulose »
4. Aria « Ich geh’ jetzt auf die Weide »
5. Intermède orchestral Colas’ Auftritt
6. Aria « Befraget mich ein zartes Kind »
7. Dialogue « Guten Morgen, Herr Colas »
8. Aria « Wenn mein Bastien einst im Scherze »
9. Dialogue  « Das schöne Fräulein kennt sich aus »
10. Aria « Würd’ ich auch, wie manche Buhlerinnen »
11. Dialogue « Sei unbesorgt »
12. Duetto « Auf den Rat, den ich gegeben »
13. Dialogue « Da läuft sie hin »
14. Aria « Großen Dank dir abzustatten »
15. Dialogue « Also hast du dich besonnen »
16. Aria « Geh! du sagst mir eine Fabel »
17. Dialogue « Es ist nun mal die Wahrheit »
18. Aria « Diggi, daggi »
19. Dialogue « Ich bitte dich »
20. Aria « Meiner Liebsten schöne Wangen »
21. Dialogue « Da ist sie! Was tun? »
22. Aria « Er war mir sonst treu und ergeben »
23. Dialogue  « Verzeih, Bastienne! Ich war verhext! »
24. Aria « Geh hin! Ich will »
25. Dialogue « Sieh an! Du bist noch hier? »
26. Aria  « Dein Trotz vermehrt sich »
27. Dialogue « Was ist? Was hält dich auf? »
28. Duetto « Geh! Geh! Geh! Herz von Flandern »
29. Terzetto « Kinder! Kinder! seht, nach Sturm und Regen »

## Discographie sélective

### CD
- Franz Liszt Chamber Orchestra, dirigé par Raymond Leppard avec Edita Gruberova, Laszlo Polgar, Yinson Cole, Sony (1991)
- Vienna Symphony Orchestra, dirigé par Uwe Christian Harrer, Philips (1991)
- Alpe Adria Ensemble, dirigé par René Clemencic, Nuova Era (1994) [Édition comprenant également Le Devin de village de J.-J. Rousseau. Réédité en 1999 et 2000. Indisponible]
- Kammerorchester Berlin, dirigé par Helmut Koch avec Adele Stolte, Peter Schreier, Theo Adam, Berlin Classics (1996)
- Mozarteum-Orchester Salzburg,dirigé par Leopold Hager avec Edith Mathis, Claes H. Ansjö et Walter Berry, Deutsche Grammophon (2002)
- Berlin Chamber Orchestra, dirigé par Max Pommer avec René Pape, Brilliant (2002)
- Orchestre Bernard Thomas, dirigé par Francis Bardot, Forlane (2003)
- Bastien et Bastienne raconté aux enfants, dirigé par Paul Kuentz, Le Petit Ménestrel (2004)
- Mozarteum-Orchester Salzburg, dirigée par Leopold Hager avec Edita Gruberova, Orfeo (2006)
- Orchestre de chambre de Vienne, solistes des petits chanteurs de Vienne dirigé par Edouard Lindenberg, EMI Classics (1958)[4]

### DVD
- Junge Philharmonie Salzburg, dirigée par Elisabeth Fuchs (avec Kleinheinz, Cojocariu, Berchtold), Deutsche Grammophon (2006). Mise en scène en spectacle de marionnettes par Thomas Reichert avec le Salzburger Marionettentheater. Contient également Der Schauspieldirektor

- Bastien et Bastienne réalisé par Jean-Claude Brialy en 2004 avec Les Petits chanteurs de Saint-Marc "Les Choristes" et Stéphane Lebard.

## Film
- Bastien, Bastienne, réalisé par Michel Andrieu en 1979 (À propos du film)